# Shambhala
Shambhala (còn được viết là Shambala, 
Shamballa, Tiếng Tạng: བདེ་འབྱུང་; Wylie: bde 'Byung, phát âm De-jang) trong Phật giáo Tây Tạng là một vương quốc huyền bí được ẩn tại một nơi nào đó ở Trung Á. Địa danh này được đề cập trong một số văn bản cổ xưa, như Pháp thời luân Kim Cang (Kalachakra), hoặc một số tác phẩm cổ xưa của Hưng Thương (Zhangzhung), mà các Phật tử Tây Tạng ở phương Tây đang khám phá. Trong văn bản của đạo Bon cũng nhắc đến một vương quốc tương tự, gọi là Olmolungring.
Theo truyền thống, đức Phật Shakyamuni (Thích Ca) dạy Mật tông Kalachakra đã hơn 2800 năm ở miền Nam Ấn Độ; bây giờ là Andra Pradesh. Trong số những người hiện diện, cao nhất có vua những đất miền Bắc của Shambala và 97 bộ trưởng. Sau đó những giáo huấn được bảo tồn ở kinh đô Shambala.
Đức Đạt-lại Lạt-ma thứ 14, Tenzin Gyatso đã nói về Shambhala:
"Không có vấn đề gì, cho dù Shambhala là một nơi đâu đó trên hành tinh này hay không, vương quốc này vẫn chỉ có thể được nhìn thấy bởi những người có tâm trí trong sạch và tin vào nghiệp báo."
(Sổ tay của Chiêm tinh học Tây Tạng)
Cho dù chưa rõ gốc rễ lịch sử của nó, Shambhala đã dần dần được coi là cõi tịnh độ của Phật tử, một vương quốc huyền thoại, như là một kích thích tâm hướng thiện và trí sáng tạo, tìm tòi tuyệt vời như tinh thần hoặc thể chất hoặc địa lý. Trong ý nghĩa này, huyền thoại của Shambhala đi vào thế giới phương Tây, trở thành nơi an bình cho những người tìm kiếm tâm linh, và cũng bắt đầu ảnh hưởng đến văn hóa nói chung.
Còn trong Ấn Độ giáo Shambala có ba ý nghĩa: Shambhal là một nơi mà có thể được nhận bình an, hòa bình và an ninh; đó là nơi thu hút những người khác, hoặc điều lạ lùng, khác biệt; vá ý nghĩa thứ ba là, "một nơi nằm gần nước".

## Các Vua Của Vương Quốc Thần Thánh
Trong Truyền thống Kim Cang Thừa Tây Tạng có 32 vị vua của Shambhala

### Các vị Pháp Vương:
1. Suchandra (tây tạng: Dawa Sangpo) 900-876 BC
2. Devendra (Lhayi Wang) 876-776 BC
3. Tẹjasvin (Ziji Chan) 776-676 BC
4. Somadatta (Dawa Jin) 676-576 BC
5. Deveshavara / Surashavara (Lhaji Wangchug) 576-476 BC
6. Vishvamurti (Natshog Zug) 476-376 BC
7. Sureshana (Lhayi Wangdan) 376-276 BC

### Các Vua Kalki
1. Văn Thù Sư Lợi Yashas (Jampal Dakpa)
2. Bạch Liên Hoa (Pema Karpo) 176-76 BC
3. Bhadra (Zangpo) 76 BC-227 CE
4. Vịjaya (Nampar Gyal) 227-327 CE
5. Sumitra (Shenyen Zangpo) 327-427
6. Raktapani (Rinchen Chag) 427-527
7. Vishnugupta (Kaybjug Bapa) 527-627
8. Suryakirti (Nyima Drag) 627-727
9. Subhadra (Shintu Zangpo) 727-827
10. Samudra Vịjaya (Gyatso Namyal) 827-927
11. Ạja (Gyalka) 927-1027
12. Shurya / Shuryapada (Wonang Nyima) 1027-1127
13. Víshvarupa (Natshog Zug) 1127-1227
14. Shashiprabha / Sasiprabha / Chandraprabha (Dawai O) 1227-1327
15. Ananta / Thâya (Nyen) 1327-1427
16. Shripaala / Parthiva (Skayong) 1427-1527
17. Shripala (Palkyong) 1527-1627
18. Shingha (Senge) 1627-1727
19. Vikranta 1727-1827
20. Mahabala (Tobpo Che) 1827-1927
21. Aniruddha (Magakpa) 1927-2027
22. Narasingha (Miyi Senge) 2027-2127
23. Maheshvara (Wangchug Che) 2127-2227
24. Anantavijaya (Thaye Namgyal) 2227-2327
25. Raudra Chakrin (Dkapo Khorlocen) 2327 - ?